# Ізосорбіду динітрат
Ізосорбіду динітрат (англ. Isosorbide dinitrate, лат. Isosorbidi dinitras) — синтетичний лікарський засіб, який належить до групи органічних нітратів, який застосовується як перорально, так і сублінгвально та внутрішньовенно. Уперше ізосорбіду динітрат описаний у 1939 році.

## Фармакологічні властивості
Ізосорбіду динітрат — синтетичний препарат, який належить до групи органічних нітратів. Механізм дії препарату полягає у вивільненні під час метаболізму ізосорбіту динітрату оксиду азоту, який спричинює активацію ферменту гуанілатциклази, наслідком чого є утворення циклічного гуанозинмонофосфату, який має здатність розслабляти клітини гладеньких м'язів судин. У низьких дозах ізосорбіду мононітрат, як і інші нітрати, розширює переважно венозні судини, що призводить до депонування крові у венозних судинах, наслідком чого є зниження переднавантаження на серце та зниження притоку крові до серця. Це спричинює зменшення тиску в камерах серця, особливо кінцевого діастолічного тиску в лівому шлуночку, а також зниження систолічного напруження стінок серця, наслідком чого є зниження потреби міокарду в кисні та покращення його перфузії, що веде до зменшення ішемії міокарду. При застосуванні у великих дозах ізосорбіту динітрат діє переважно на артеріальні судини, зокрема артеріоли, в тому числі на коронарні артерії, і наслідком розширення судин є перерозподіл кровотоку до ішемізованих ділянок міокарду, наслідком чого є також зменшення ішемії. Згідно даних клінічних досліджень, окрім донації оксиду азоту, усі органічні нітрати також мають вплив на регуляцію тонусу судин, адгезію лейкоцитів, проліферацію гладеньком'язових клітин судин, апоптоз клітин, антикоагулянтні властивості, а також мають антисклеротичні властивості. Ізосорбіду динітрат застосовується при всіх видах ішемічної хвороби серця, у тому числі при стенокардії та інфаркті міокарду, можуть застосовуватися як при хронічній серцевій недостатності, так і гострій лівошлуночковій недостатності, а також при легеневій гіпертензії, причому може застосовуватися як перорально, так і сублінгвально та внутрішньовенно. Проте при тривалому прийомі ізосорбіту динітрату, як і при тривалому прийомі інших нітратів, до нього розвивається толерантність, що ймовірно пов'язано із активацією окислення вільних радикалів та пов'язаним із цим зниженням активності антиоксидантних ферментів. При застосуванні ізосорбіду динітрату, як і при застосуванні інших препаратів із групи органічних нітратів, найчастішим побічним ефектом є головний біль, рідше спостерігаються артеріальна гіпотензія і тахікардія. Згідно даних останніх клінічних досліджень, ізосорбіду динітрат, як і інші препарати пролонгованих нітратів, може спричинювати погіршення ендотеліальної дисфункції.

### Фармакокінетика
Ізосорбіду динітрат після перорального прийому швидко та добре всмоктується у шлунково-кишковому тракті, але біодоступність препарату складає при пероральному застосуванні лише 22 % у зв'язку з ефектом першого проходження через печінку. При сублінгвальному застосуванні біодоступність препарату складає 59 %, а при внутрішньовенному застосуванні — 100 %. При внутрішньовенному та сублінгвальному застосуванні максимальна концентрація препарату в крові та початок його дії спостерігаються через кілька хвилин після початку застосування препарату, при пероральному прийомі максимальна концентрація препарату досягається протягом 1 години після прийому. Ізосорбіду динітрат погано (на 30 %) зв'язується з білками плазми крові. Метаболізується препарат у печінці та крові з утворенням двох активних метаболітів — ізомерів ізосорбіду мононітрату. Виводиться ізосорбіду динітрат переважно із сечею у вигляді метаболітів. Період напіввиведення препарату становить 20 хвилин при внутрішньовенному введенні, 1 година при сублінгвальному застосуванні та 4 години при пероральному прийомі, даних за зміну цього часу при порушеннях функції печінки та нирок немає.

## Покази до застосування
Ізосорбіду динітрат застосовують для лікування всіх видів ішемічної хвороби серця, у тому числі стенокардії та інфаркті міокарду, при хронічній серцевій недостатності і гострій лівошлуночковій недостатності, а також при легеневій гіпертензії.

## Побічна дія
При застосуванні ізосорбіду динітрату найчастішим побічним ефектом є головний біль, який може призвести до відмови від застосування препарату, рідше спостерігаються артеріальна гіпотензія, який є найбільш серйозним із побічних ефектів препарату, і тахікардія. Іншими побічними ефектами ізосорбіду динітрату є запаморочення, сонливість, гіперемія шкірних покривів, нудота та блювання, шкірний висип, відчуття припікання на язику, сухість у роті, нечіткість зору, вкрай рідко — ішемія мозку та посилення приступу стенокардії внаслідок різкого зниження тиску.

## Протипокази
Ізосорбіду динітрат протипоказаний при підвищеній чутливості до нітратів, вираженій артеріальній гіпотензії, колапсі, шоці, гіпертрофічній обструктивній кардіоміопатії, констриктивному перикардиті, тампонаді серця, токсичному набряку легень, при станах, що супроводжуються набряком мозку (інсульт, черепно-мозкова травма), закритокутовій глаукомі, важкій анемії, виражених порушеннях функції печінки або нирок, та при одночасному застосуванні силденафілу або інших інгібіторів фосфодіестерази.

## Форми випуску
Ізосорбіду динітрат випускається у вигляді таблеток по 0,005; 0,1; 0,2; 0,4 та 0,6 г.; 0,1 % розчину для інфузій по 10 мл в ампулах; спрею для сублінгвального застосування у флаконах по 15 мл.